# Asedio (película)
Asedio es una película de suspenso hispano-mexicana de 2023 dirigida por Miguel Ángel Vivas, escrita por Marta Medina y protagonizada por Natalia de Molina y Bella Agossou.

## Trama
Después de verse involucrado en un caso de corrupción, la agente de la policía antidisturbios Dani cambia de bando durante un desalojo de una casa, formando equipo con la inmigrante irregular y desalojada Nasha, así como con el hijo de este último, Little. 

## Elenco
- Natalia de Molina como Dani
- Bella Agossou como Nasha
- Cayetano Rodríguez Anglada
- Agustín Domínguez
- Oscar Eribo como Little
- Francisco Reyes as Trajano
- Fran Cantos como Coria
- Chani Martín como Cervantes
- Jorge Kent como Rivero
- Efraín Rodríguez como Lolo
- Lucas Nabor
- Federico Pérez Rey
- Luis Hacha
- Fernando Valdivielso
- Karlos Aurrekoetxea
- Alejandro Casaseca

## Producción
Basada en una historia original de Miguel Ángel Vivas y José Rodríguez, la película fue escrita por Marta Medina. Fue producida por Apache Films (Enrique López Lavigne) junto a México City Project, en asociación con Sony Pictures International Productions y la participación de RTVE y Amazon Prime Video. El rodaje duró de octubre a noviembre de 2021. La película se rodó en un edificio de apartamentos en Parla, en la Comunidad de Madrid.

## Lanzamiento
La película fue seleccionada para su proyección en marzo de 2023 en el programa 'Málaga Premiere' del 26º Festival de Málaga, programación no competitiva de la selección oficial. Distribuida por Sony Pictures Entertainment Iberia, se estrenó en cines en España el 5 de mayo de 2023. Se estrenó en cines en México el 21 de septiembre de 2023.

## Recepción
Eduardo Parra de La Opinión de Málaga calificó a Asedio como una de las mejores películas del año, "social, humana, policial y de pura acción y de esas películas que se te quedan en la cabeza y no las puedes sacar".